# Nakajima Ki-44
Nakajima Ki-44 «Shoki» (яп. 二式戦闘機 «Секі» (Демон), Армійський одномісний винищувач Тип 2) — серійний армійський винищувач-перехоплювач Імперської армії Японії періоду Другої світової війни.
Кодова назва союзників — «Тоджо» (англ. Tojo).

## Історія створення
В 1930-ті роки ВПС Імперської армії Японії основною характеристикою літака вважали високу маневреність, навіть на шкоду швидкості. Проте досвід боїв в Китаї та Халхин-Голі показав, що висока маневреність не завжди забезпечує перевагу. Поява в японській армії швидкісного розвідника Mitsubishi Ki-46, практично невразливого для винищувачів, заставила припустити появу аналогічного літака в арміях імовірних противників. Тому у 1939 році командування ВПС Імперської армії Японії на безконкурсній основі видало фірмі Nakajima замовлення на розробку швидкісного винищувача-перехоплювача. Швидкість набору висоти 4 000 м — мала складати не більше 5 хв., а максимальна швидкість літака на цій висоті повинна була досягати 600 км/г. Озброєння мало складатись з двох 7,7-мм кулеметів та двох 12,7-мм кулеметів «Ho-103».
Щоб виконати вимоги технічного завдання, головний конструктор Торо Кояма вибрав для літака, який отримав позначення Ki-44, 14-циліндровий дворядний радіальний двигун Nakajima Ha-41 потужністю 1 250 к.с. — набагато потужніший від Nakajima Ha-25, що зазвичай використовувався на японських винищувачах того часу. Незважаючи на великий діаметр двигуна (який розроблявся для бомбардувальників) літака вдалось зробили максимально малим. Для покращення керованості та стабільності літака під час стрільби кіль зсунули максимально взад, за стабілізатори польоту. Оскільки площа крила була невелика (15 м²), то для покращення маневреності його оснастили закрилками.

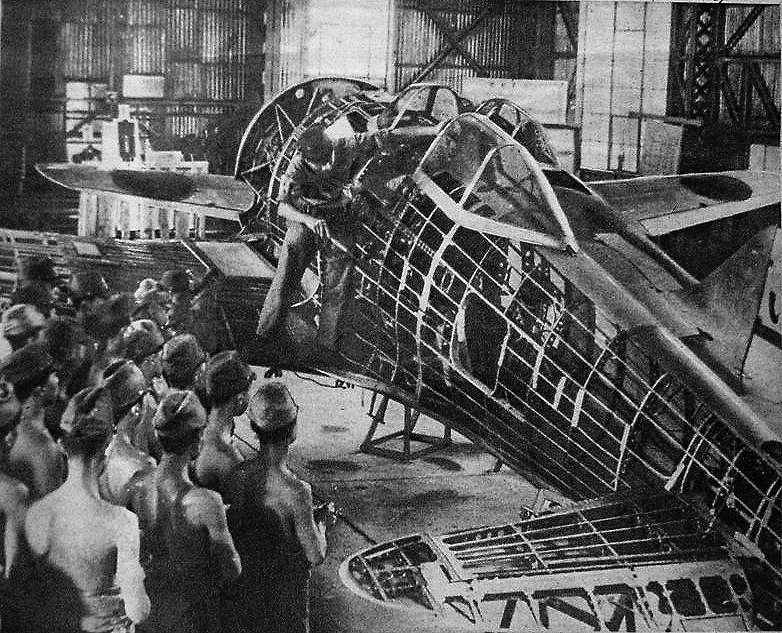
Ki-44 в школі авіамеханіків Токорозава.

Перший прототип був готовий у серпні 1940 року, незабаром були збудовані ще 2 прототипи. Прототипи відрізнялись кабіною пілота, яка складалась з трьох частин: фіксованою передньою і задньою, і середньою частиною що відсовувалась до хвоста; антеною, що встановлювалась на кабіну; фіксованим заднім колесом; заокругленим кілем (як на Nakajima Ki-43) і одним підвісом для додаткового паливного бака. Випробування були не дуже вдалими — літак мав високу посадкову швидкість, був складним в пілотуванні, маса (2 550 кг) була на 15 % більшою від розрахункової, максимальна швидкість 550 км/г була набагато меншою від необхідних 600 км/г, а швидкість набору висоти 5 000 м становила 5,9 хв. Такі результати не задовольнили замовників, і фірмі Nakajima було запропоновано згорнути проект. Але інженери фірми продовжили роботи та серйозно модифікували конструкцію літака з метою зменшення маси та покращення аеродинамічних характеристик. Зокрема був перероблений вхідний отвір нагнітача, а також була перероблена система охолодження, зокрема охолоджуючі вентилятори були розміщені на бік фюзеляжу за капот двигуна. В результаті при випробуванні неозброєного літака була досягнути швидкість 626 км/г. Розрахунки показали, що озброєний літак буде мати швидкість 580 км/г. Такі результати задовольнили армію, і фірмі було видане замовлення на побудову семи передсерійних машин, які були готові у вересні 1941 року. Ці моделі вже мали двосекторну кабіну, антена була перенесена на капот, перероблений кіль, а також два кріплення для підвісних паливних баків під крилами. Разом з двома прототипами ці літаки були відправлені в Китай для перевірки їх у бойових умовах.
Експлуатація літака в бойових умовах показала, що йому необхідна злітна смуга довжиною 1 км, висока злітна та посадкова швидкості були незвичними для пілотів. Маневреність літака була набагато нижчою, ніж у Nakajima Ki-27 та Nakajima Ki-43, але літак мав хорошу стійкість під час пікірування та особливо стрільби. Також літак Ki-44 мав обмеження на виконання фігур пілотажу на високій швидкості («бочка», «штопор», перевернутий політ). Бронезахист пілота та протектовані паливні баки хоча й підвищували надійність літака, але не рятували від вогню великокаліберних кулеметів. Тим не менше, за результатами порівняльних випробувань з літаками Kawasaki Ki-60 та Messerschmitt Bf 109 перевагу було віддано літаку Ki-44. Після усунення недоліків у серпні 1942 року літак був прийнятий на озброєння під назвою «Армійський одномісний винищувач Тип Модель 1 Секі» (або Ki-44-I).
Перша партія літаків, яка отримала позначення Ki-44-Ia (заднім числом, бо випускалась ще до офіційного прийняття на озброєння з січня 1942 року) не відрізнялась від передсерійних машин. Наступна модель Ki-44-Ib мала на озброєнні чотири 12,7-мм кулемети, а також в масляне охолодження було винесене з-під капота двигуна. Варіант Ki-44-Ic мав зміни в конструкції шасі. Всього було випущено близько 40 машин Ki-44-I.
Хоча літак був найшвидшим японським винищувачем, він все одно не міг перехопити японський розвідник Ki-46. Тому армійське командування вимагало збільшити швидкість та швидкопідйомність літака. Для цього на літаку встановили двигун Nakajima Ha-109 потужністю 1 450 к.с. (1 520 к.с. при старті). Літак отримав позначення Ki-44-II, його почали серійно виробляти з серпня 1942 року. На перших передсерійних (і декількох серійних) літаках встановлювались синхронні 7,7-мм кулемети, при цьому модифікацію назвали Ki-44-IIa, але справді серійні літаки Ki-44-IIb мали озброєння та планер такі, як Ki-44-Ic. Місце пілота було обладнане 13-мм бронеспинкою. Спеціально для ППО була розроблена модифікація Ki-44-IIc, яка була озброєна 20-мм гарматами «Ho-3», розміщеними в крилах. Деякі Ki-44-IIc озброювались двома 12,7-мм кулеметами та двома 40-мм гарматами «Ho-301». Хоча для свого калібру гармати «Ho-301» були дуже легкими, але вони мали ефективну дальність стрільби менше 150 м, а боєзапас становив тільки 10 снарядів на ствол. Ще використовувалась модифікація з двома 37-мм гарматами «Ho-203», які вже могли вести прицільний вогонь на 900 м. Але обидві модифікації використовувались дуже рідко і з помірним успіхом.
Останньою моделлю цього літака став Ki-44-III, оснащений двигуном Nakajima Ha-145 потужністю 2 000 к.с. Для покращення зльотно-посадкових характеристик площа крила була збільшена на 27 % (до 19 м²). Також була збільшена площа оперення. Літаки випускались у 2 варіантах: Ki-44-IIIa, озброєний чотирма 20-мм гарматами «Ho-5», і Ki-44-IIIb, озброєний двома 20-мм гарматами «Ho-5» та двома 37-мм гарматами «Ho-203». Але цих літаків було випущено мало, тому що вже з'явився літак Nakajima Ki-84. Наприкінці 1944 року виробництво Ki-44 було згорнуте на користь Ki-84.
Всього було випущено 1 227 літаків усіх модифікацій, включаючи прототипи.

## Тактико-технічні характеристики

### Технічні характеристики
|                       | Ki-44-Ia                    | Ki-44-IIb                   |
| --------------------- | --------------------------- | --------------------------- |
| Екіпаж                | 1 особа                     | 1 особа                     |
| Довжина               | 8,75 м                      | 8,785 м                     |
| Висота                | 3,25 м                      | 3,25 м                      |
| Розмах крил           | 9,45 м                      | 9,45 м                      |
| Площа крил            | 15,00 м²                    | 15,00 м²                    |
| Маса пустого          | 1 944 кг                    | 2 106 кг                    |
| Маса спорядженого     | 2 550 кг                    | 2 764 кг                    |
| Максимальна маса      | 2 886 кг                    | 2 993 кг                    |
| Навантаження на крило | 170 кг/м2                   | 184 кг/м2                   |
| Двигуни               | 1 х Nakajima Ha-41          | 1 х Nakajima Ha-109         |
| Потужність            | 1 250 к. с.                 | 1 450 к. с.                 |
| Питома потужність     | 2 кг/к.с.                   | 1.8 кг/к.с.                 |
| Максимальна швидкість | 580 км/г (на висоті 3700 м) | 605 км/г (на висоті 5200 м) |
| Крейсерська швидкість | 400 км/г                    | 400 км/г                    |
| Операційна дальність  | 926 км                      | 1 296 км                    |
| Максимальна дальність | 1 722 км                    | 1 700 км                    |
| Практична стеля       | 10 820 м                    | 11 200 м                    |
| Час набору висоти     | 5000 м за 5 хв. 54 с.       | 5000 м за 4 хв. 17 с.       |

### Озброєння
- Кулеметне:
  - Ki-44-Ia, -IIa: 2 x 7,7 мм кулемети «тип 89» і 2 x 12.7 мм кулемет «Ho-103»
  - Ki-44-Ib, -Ic, -IIb: 4 x 12.7 мм кулемет «Ho-103»
  - Ki-43-IIc в трьох варіантах: 
    - 4 x 20 мм гармати «Ho-3»
    - 2 x 12.7 мм кулемети «Ho-103» і 2 x 40 мм гармати «Ho-301»
    - 2 x 12.7 мм кулемети «Ho-103» і 2 x 37 мм гармати «Ho-203»

  - Ki-44-IIIa: 4 x 20 мм гармати «Ho-5»
  - Ki-44-IIIb: 2 x 20 мм гармати «Ho-5» і 2 x 37 мм гармати «Ho-203»
- Додаткове: 
  - Всі моделі: 2 x 130 л підвісні паливні баки

## Модифікації
- Ki-44 — прототипи та пересерійні літаки (3 + 7 екз.)
- Ki-44-I — перший серійний варіант (40 екз.)
  - Ki-44-Ia — варіант з двигуном Nakajima Ha-41 (1 250 к.с.), двома 7,7-мм синхронними кулеметами «Тип 89» та двома 12,7-мм кулеметами «Ho-103»
  - Ki-44-Ib — варіант з чотирма 12,7-мм кулеметами «Ho-103»
  - Ki-44-Iс — зміни в конструкції шасі
- Ki-44-II — другий серійний варіант (1 170 екз.)
  - Ki-44-IIa — варіант з двигуном Nakajima Ha-109 (1 520 к.с.), двома 7,7-мм синхронними кулеметами «Тип 89» та двома 12,7-мм кулеметами «Ho-103»
  - Ki-44-IIb — варіант з чотирма 12,7-мм кулеметами «Ho-103»
  - Ki-44-IIc — варіант з чотирма 20-мм гарматами «Ho-5» або двома 20-мм гарматами «Ho-5» та двома 37-мм гарматами «Ho-203»
- Ki-44-II — третій варіант з двигуном Nakajima Ha-145 (2 000 к.с.)
  - Ki-44-IIIa — варіант з чотирма 20-мм гарматами «Ho-5»
  - Ki-44-IIIb — варіант з двома 20-мм гарматами «Ho-5» та двома 37-мм гарматами «Ho-203»

## Історія використання

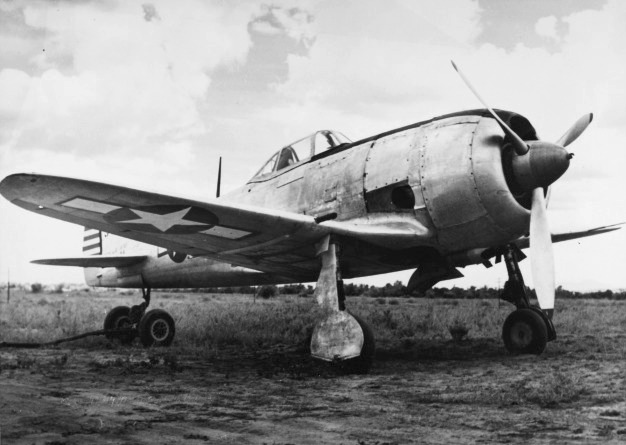
Захоплений союзниками Ki-44

Перші передсерійні літаки Ki-44-I проходили випробування в бойових умовах в Китаї в складі експериментальної ескадрильї, яку згодом було переназвано в 47-му окрему роту ВПС. З початком війни на Тихому океані Ki-44 брали участь в бойових діях в Малайї. Після нальоту Дуліттла на Японію вони були повернуті в Японію, де були включені в систему ППО метрополії.
Літаки Ki-44-II надходили в частини ППО метрополії та нафтових родовищ на Суматрі, захищали великі авіабази на Тайвані. У 1944 році Ki-44 були розміщені на Філіппінах, де прикривали авіабази Кларк та Ніколс. Варіанти Ki-44-b та Ki-44-IIc, озброєні гарматами, брали участь в штурмовці наземних цілей в Бірмі, а також охороняли небо Китаю від B-29.
Під час одного з нальотів на Японію 24 жовтня 1944 року літаки Ki-44 збили 5 літаків B-29 та ще 9 були пошкоджені. При цьому один з бомбардувальників був збитий таранним ударом. Враховуючи цей досвід, була сформована частина спеціального призначення «Сінтен» («Небесна тінь»), яка мала знищувати бомбардувальники противника за допомогою таранів.
На травень 1945 року в системі ППО Японії залишалось 127 літаків Ki-44, але ця кількість швидко зменшувалась, оскільки їх виробництво було припинене, а втрати були досить значними. 

### Післявоєнне використання
Декілька десятків Ki-44 були захоплені на території Китаю. З 1946 року їх використовувала 6-та винищувально-бомбардувальна група ВПС Гоміньдан. У частинах НВАК літаки Ki-44 використовувались як навчальні.

## Вцілілі екземпляри
Жоден екземпляр Ki-44 не зберігся повністю. Частини літака можна побачити в Авіаційному музеї політехнічного університету в Сіані.

## Оператори
Японська імперія
- ВПС Імператорської армії Японії
  - 9-ий авіазагін ВПС
  - 22-ий авіазагін ВПС
  - 29-ий авіазагін ВПС
  - 47-ий авіазагін ВПС
  - 70-ий авіазагін ВПС
  - 85-ий авіазагін ВПС
  - 87-ий авіазагін ВПС
  - 77-ий авіазагін ВПС
  - 246-ий авіазагін ВПС
  - 47-ма окрема рота ВПС

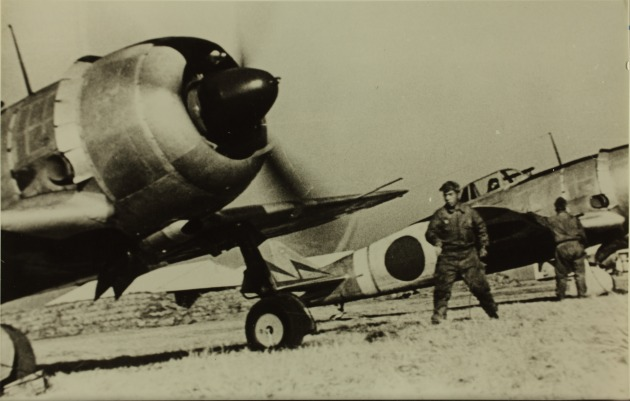
Ki-44 47-мого авіазагону ВПС

  - Винищувальна тренувальна школа Акено
  - Винищувальна тренувальна школа Хітачі

 КНР
- Повітряні сили Китайської Народної Республіки

 Республіка Китай
- ВПС Республіки Китай